# Friona delenita
Friona delenita är en stekelart som först beskrevs av Tosquinet 1903.  Friona delenita ingår i släktet Friona och familjen brokparasitsteklar. Inga underarter finns listade i Catalogue of Life.